# Homaea arefacta
Homaea arefacta är en fjärilsart som beskrevs av Swinhoe 1884. Homaea arefacta ingår i släktet Homaea och familjen nattflyn. Inga underarter finns listade i Catalogue of Life.